# Raciborowice (Petite-Pologne)
Pour les articles homonymes, voir Raciborowice.
Raciborowice est une localité polonaise de la gmina de Michałowice, située dans le powiat de Cracovie en voïvodie de Petite-Pologne.